# Ponte de Sor
Ponte de Sor là một huyện thuộc tỉnh Portalegre, Bồ Đào Nha. Huyện này có diện tích 840 km², dân số thời điểm năm 2001 là 18140 người.